# Het einde van de regenboog
Het einde van de regenboog is een hoorspel van Horst Mönnich. Am Ende des Regenbogens werd op 20 september 1963 door de Westdeutscher Rundfunk uitgezonden. Willy Wielek-Berg vertaalde het en de VARA zond het uit op zaterdag 14 januari 1967. De regisseur was S. de Vries jr. Het hoorspel duurde 59 minuten.

## Rolbezetting
- Robert Sobels (Roger Dogg)
- Tine Medema (Catherine Dogg, z’n vrouw)
- Willy Ruys (Klinkowström)
- Rudi West (McCormick & de huiseigenaar)
- Herman van Eelen (Flint)
- Jan Borkus (Steve)
- Tonny Foletta (dominee Braun)
- Hans Karsenbarg & Jan Wegter (de reporters)
- Joke Hagelen & Gerrie Mantel (de omroepsters & de buren)
- Martin Simonis (een jongen)
- Hans Karsenbarg (de spreker)

## Inhoud
De laatste show van de tv-zender FPO was een tegenvaller, dus zoekt Mr. Klinkowström, de chef van de FPO, een nieuwe succesformule waarmee hij de eenvoudige Amerikaan tot tranen toe wil bewegen. Steve, medewerker aan de FPO-shows, heeft ook al een idee. Het sprookje van de regenboog moet voor een kandidatenfamilie werkelijkheid worden: aan het einde van de regenboog ligt het geluk. De keuze van de FPO-manager valt op de familie Dogg uit Minneapolis, die naar zijn mening aan alle vereisten voldoet: ze is vroom, werkzaam, eerlijk, telt vier kinderen, de vader heeft een drogisterij. Het sprookje kan dus beginnen. En terwijl de reclame op hoge toeren draait, heeft de familie Dogg nog geen vermoeden, wat er op haar afkomt…